# Рождественка (Сладковський район)
Рожде́ственка (рос. Рождественка) — присілок у складі Сладковського району Тюменської області, Росія.
Населення — 186 осіб (2010, 308 у 2002).
Національний склад станом на 2002 рік:
- росіяни — 88 %